# NGC 417
NGC 417 é uma galáxia elíptica (E/SB0) localizada na direcção da constelação de Cetus. Possui uma declinação de -18° 08' 55" e uma ascensão recta de 1 horas, 11 minutos e 05,5 segundos.
A galáxia NGC 417 foi descoberta em 1886 por Frank Leavenworth.